# Токовий Ігор Борисович
Токови́й І́гор Бори́сович (нар. 5 травня 1964, Несолонь, СРСР) — український військовик, генерал-лейтенант Державної прикордонної служби України, начальник Північного регіонального управління ДПС України. Кавалер Ордена «За заслуги» III ступеня.

## Життєпис
- В 1982–1984 роках проходив строкову службу.
- 1984–1988 — курсант Вищого прикордонного військово-політичного училища.
- 1988–1990 — заступник начальника 10-ї прикордонної застави (села Висоцьк, Терехи) з політичної частини.
- 1991–1992 — помічник начальника політвідділу (з комсомольської роботи).
- 1991–1992 — старший інструктор військово-політичного відділу.
- січень-лютий 1992 — старший офіцер з гуманітарної підготовки (106-й прикордонний загін Прибалтійського прикордонного округу).
- березень-листопад 1992 — старший офіцер зі служби військ та військової дисципліни — відділення бойової підготовки особового складу, ОКПП «Мостиська».
- 1992–1993 — заступник начальника відділення по оформленню пасажирів та транспортних засобів закордонного прямування «Мостиська-1»
- 1993–1995 — заступник начальника ВПК «Мостиська-пасажирська станція» — з навчання та виховання.
- 1995–1997 — заступник начальника КПП «Шегині» з виховної роботи.
- лютий-березень 1997 — тимчасовий виконувач повноваження начальника, жовтень 1997 — вересень 1999 — начальник пункту контролю «Шегині».
- 1999–2001 — заступник начальника штабу — начальник відділення прикордонного контролю штабу, ОКПП «Прикарпаття».
- 2001–2002 — першщий заступник начальника загону — начальник штабу, Луцький прикордонний загін.
- 2002–2003 — начальник Сумського прикордонного загону.
- 2004–2004 — начальник Одеського прикордонного загону.
- 2004–2007 — заступник начальника з оперативно-розшукової роботи — начальник оперативно-розшукового відділу, Південне реґіональне управління.
- 2007–2011 — заступник ректора — начальник окремого факультету, Національна академія Державної прикордонної служби України.

## Нагороди
- Орден «За заслуги» III ст. (28 травня 2013) — за вагомий особистий внесок у справу охорони державного кордону, зразкове виконання військового обов'язку, високий професіоналізм та з нагоди Дня прикордонника[1]
- Медаль «Захиснику Вітчизни»
- Орден Червоної Зірки
- Медаль «70 років Збройних Сил СРСР»
- Нагрудний знак «Воїну-інтернаціоналісту»
- Медаль «Воїну-інтернаціоналісту від вдячного афганського народу»